# پائولو
پائولو (ایتالیایی: Paolo) یک نام کوچک و یک نام خانوادگی و شکل ایتالیایی پل است. افراد سرشناس با این نام از این قرارند:
نام کوچک
- پائولو آچلو، نقاشان رنسانس اهل ایتالیا
- پائولو استوپا (۱۹۰۶ – ۱۹۸۸)، هنرپیشه اهل ایتالیا
- پائولو بونوینو، آهنگساز، تنظیم‌کننده و رهبر ارکستر اهل ایتالیا
- پائولو د چلیه، بازیکن فوتبال ایتالیایی
- پائولو دی کانیو، بازیکن سابق و مربی کنونی فوتبال اهل کشور ایتالیا
- پائولو ساوولدلی، رکابزن حرفه‌ای سابق ایتالیایی
- پائولو سورنتینو (زادهٔ ۱۹۷۰)، کارگردان و فیلم‌نامه‌نویس ایتالیایی
- پائولو فراری (نویسنده) (۱۸۲۲–۱۸۸۹)، درام‌نویس ایتالیایی
- پائولو گررو، بازیکن فوتبال اهل پرو
- پائولو مالدینی، مدافع سابق تیم ملی فوتبال ایتالیا، آ.ث. میلان
- پائولو نوتینی، موسیقی‌دان اهل اسکاتلند
- پائولو بالستروس، بازیگر، مجری تلویزیون اهل فیلیپین
- پائولو ورونزه، نقاش رنسانس ایتالیایی اهل ونیز
- پیر پائولو پازولینی، شاعر، کارگردان، نویسندهٔ ایتالیایی

نام خانوادگی
- کانر پائولو، هنرپیشه اهل ایالات متحده آمریکا